# Кей Сейдж
Катрін Лінн Сейдж (англ. Katherine Linn Sage; нар. 25 червня 1898, Нью-Йорк, США — пом. 8 січня 1963, Вудбері, штат Коннектикут, США) — американська художниця-сюрреалістка, поетеса.

## Життєпис
Катрін Сейдж народилася 1898 року в Олбані, штат Нью-Йорк (США), в багатій родині. Її батько, Генрі М. Сейдж, обирався депутатом, а пізніше — сенатором на п'ять термінів. Юність провела, подорожуючи Європою разом з матір'ю.
Молода Кетрін і малювала, і писала із великим захопленням. Живопису вона навчалась у художній школі Коркоран у Вашингтоні, округ Колумбія, у 1919—1920 роках. Після того, як вона з матір'ю повернулася до Італії в 1920 році, кілька років навчалася мистецтву в Римі, вивчаючи традиційні техніки та стилі. Втім, це не завадило їй у більш пізні роки стверджувати, що вона самоучка, можливо, тому, що, як стверджує один з її біографів Джудіт Сатер, більшість того, що вона навчилася в Римі, настільки мало стосується до виду живопису, яке вона врешті здійснила.
У 1937 році Кей переїхала до Парижа, де вона познайомилася з художником Ів Тангі. Сейдж приєдналася до паризької групи сюрреалістів у 1938 році. У 1940 році Кей повернулася до США і в того ж року в Неваді Сейдж і Тангі одружилися.
Смерть чоловіка в 1955 році стала великою трагедією для Кей. З 1958 року вона майже перестала займатися живописом.
У 1963 році, перебуваючи у важкій депресії, вона покінчила з собою.